# 소귀나무
소귀나무(학명: Myrica rubra)는 제주도 한라산의 남쪽 산기슭에서 자라는 상록의 활엽교목으로 속나무라고도 한다. 학명은 Myrica rubra이다. 꽃은 암수딴그루로서, 4월경에 지난해 가지의 잎겨드랑이에 꼬리 모양으로 달린다. 수꽃이삭은 황갈색이며, 수꽃은 1개의 포엽과 2∼3개의 작은포엽을 가지며 5∼8개의 수술이 있다. 암꽃에는 1개의 포엽 속에 2쌍의 작은포엽이 있으며 2개의 긴 암술머리가 있는데, 암술대는 잘 발달되어 있지 않다. 열매는 핵과로 공 모양이며 6월 하순경에 짙은 홍자색으로 익는데, 겉에는 여러 개의 즙이 많은 돌기가 나와 있다. 열매는 식용할 수 있고 껍질은 연료로 쓰인다.

## 사진

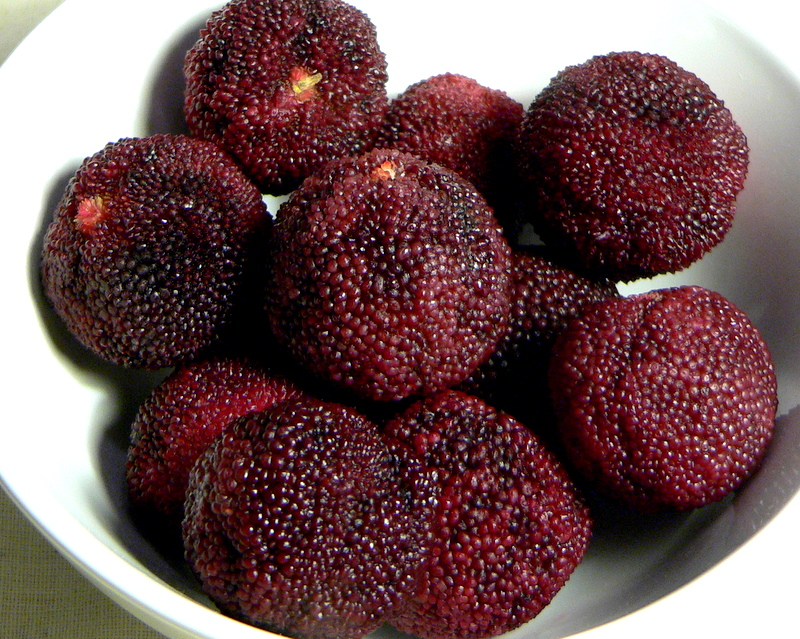
열매
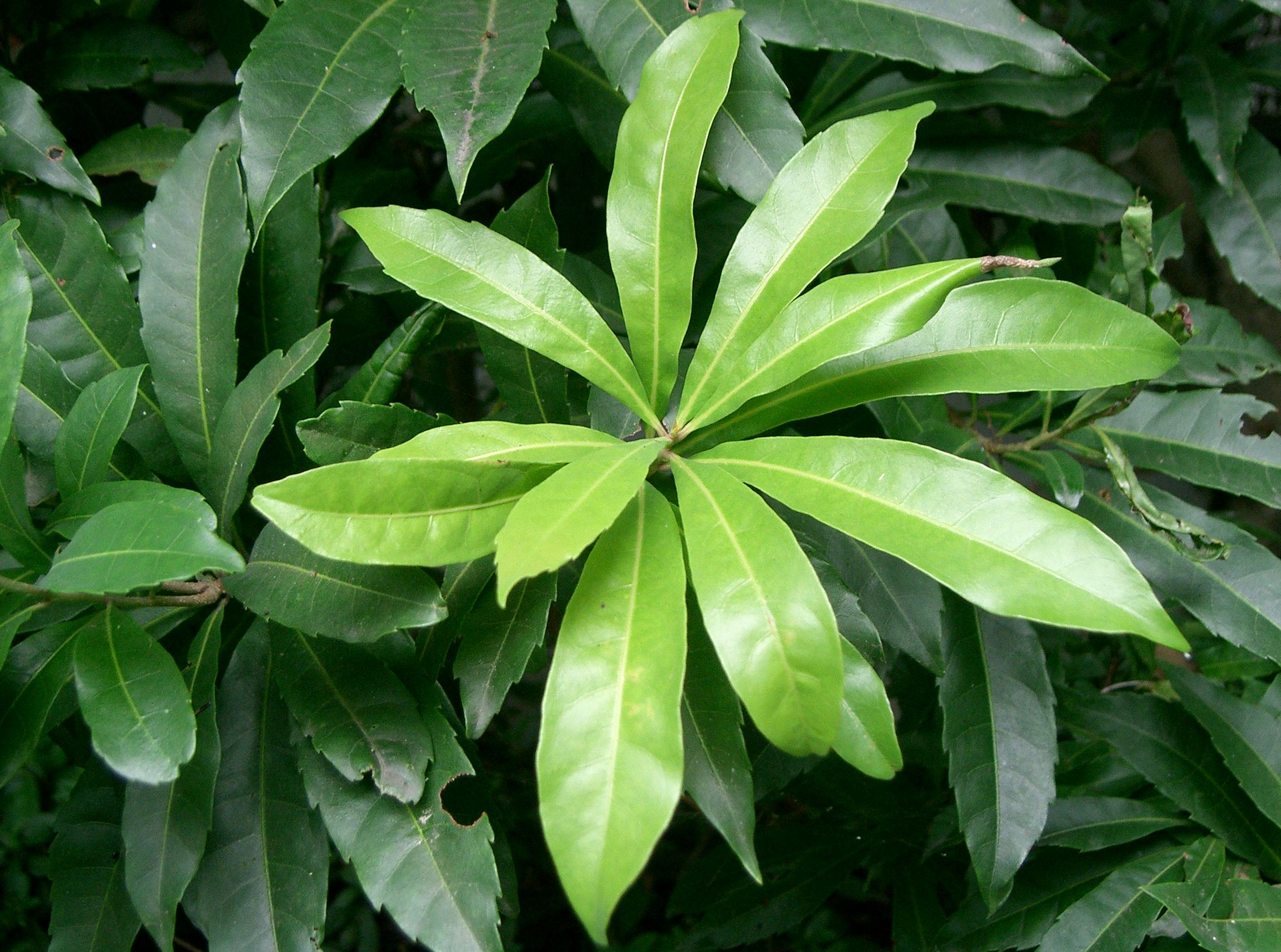
잎

## 참고 문헌
- 이 문서에는 다음커뮤니케이션(현 카카오)에서 GFDL 또는 CC-SA 라이선스로 배포한 글로벌 세계대백과사전의 내용을 기초로 작성된 글이 포함되어 있습니다.